# Bélgica en los Juegos Paralímpicos de Örnsköldsvik 1976
Bélgica estuvo representada en los Juegos Paralímpicos de Örnsköldsvik 1976 por cinco deportistas masculinos. El equipo paralímpico belga no obtuvo ninguna medalla en estos Juegos.